# Don Chuck il castoro
Don Chuck il castoro (ドン・チャック物語?, Don Chuck monogatari) è una serie anime giapponese creata da Shizuo Koizumi e prodotta da Knack ed è composta da 26 episodi; mentre Don Chuck Story (新 ドンチャック物語?, Shin Don Chuck Monogatari) rappresenta il seguito della serie ed è composta da 73 episodi.

## Personaggi
- Chuck: il castorino protagonista della serie
- Aristotele: il castoro padre di Chuck
- Lala: la castorina migliore amica di Chuck
- Daigo: l'orsetto migliore amico di Chuck
- Dott. May: la capra medico del villaggio
- Mimi: la coniglietta assistente infermiera del Dott. Mei
- Gantezù: un lupo vecchio saggio
- Rappa: il lupo principale antagonista della serie
- Cacinco: il procione antagonista secondario della serie
- Conta: la volpe antagonista terziario della serie

## Doppiaggio
| Personaggio | Doppiatore originale | Doppiatore originale | Doppiatore italiano                   | Doppiatore italiano                                     |
| Personaggio | 1ª serie             | 2ª serie             | 1ª serie                              | 2ª serie                                                |
| ----------- | -------------------- | -------------------- | ------------------------------------- | ------------------------------------------------------- |
| Chuck       | Kazuko Sawada        | Kazuko Sawada        | Fabrizio Manfredi                     | Susanna Fassetta (ep. 1-50) Laura Boccanera (ep. 51-73) |
| Lala        | Keiko Yokozawa       | Keiko Yokozawa       | Francesca Guadagno Gabriella Andreini | Silvia Pepitoni                                         |
| Daigo       | Kaoru Kurosu         | Kaoru Kurosu         | Rita Baldini                          | Silvana Sodo                                            |
| Aristotele  | Masaru Ikeda         | Masaru Ikeda         | Giancarlo Padoan                      | Marcello Prando                                         |
| Gantezu     | -                    | -                    | Mario Bardella                        | Marcello Prando                                         |
| Dott. May   | -                    | -                    | Dario Penne                           | Leo Valeriano                                           |
| Conta       | Kenbo Kaminarimon    | Kenbo Kaminarimon    | Aldo Massasso                         | Francesco Prando                                        |
| Mimi        | Kimiko Nozaki        | Kimiko Nozaki        |                                       |                                                         |
| Kachinko    | -                    | -                    | Franco Zucca                          |                                                         |
| Rapa        | -                    | -                    | Giuliano Persico                      | Marcello Prando                                         |

## Sigle
- La sigla della prima serie Don Chuck castoro e quella della seconda serie Don Chuck story sono state incise da Nico Fidenco.

## Episodi
La serie è stata prodotta nel 1975 e 1976, in due stagioni, rispettivamente di 26 e 73 episodi.

### Don Chuck il castoro
| Nº | Titolo italiano Giapponese 「Kanji」 - Rōmaji | In onda           | In onda |
| Nº | Titolo italiano Giapponese 「Kanji」 - Rōmaji | Giapponese        |         |
| 1  | La cascata pericolosa (titolo 1ª+2ª+3ª edizione) 「ママを探して大冒険」 - mama o sagashi te dai booken                                            | 5 aprile 1975     |         |
| 2  | Il re di Zawa Zawa (titolo 1ª+2ª+3ª edizione) 「ドラキュラ大狼（おおかみ）が王様になった」 - dorakyura dai ookami (o okami) ga oosama ni nat ta   | 12 aprile 1975    |         |
| 3  | L'inutile frase magica (c'è anche una versione dell'edizione originale senza titolo) 「心と心が呼んでいる」 - kokoro to kokoro ga yon de iru      | 19 aprile 1975    |         |
| 4  | Il miele salutare (c'è anche una versione dell'edizione originale senza titolo) 「ザワザワ森の仲間達」 - zawazawa mori no nakama tachi            | 26 aprile 1975    |         |
| 5  | Il flauto del nonno (nelle edizioni seguenti Il flauto di nonno Grandpa) 「ドロドロ沼の人魚姫」 - dorodoro numa no ningyo hime                    | 3 maggio 1975     |         |
| 6  | La sirena della palude 「まいごになった卵」 - maigo ni nat ta tamago                                                                              | 10 maggio 1975    |         |
| 7  | Il ritorno di Yiro (nelle edizioni seguenti Bentornato fratellino e Il ragazzo dispettoso) 「ザワザワ森の一大事」 - zawazawa mori no ichidaiji    | 17 maggio 1975    |         |
| 8  | La profezia di Aristotele (nelle edizioni seguenti Pericolo nella foresta) 「嵐の中を突っ走れ」 - arashi no naka o tsuppashire                    | 24 maggio 1975    |         |
| 9  | Super Chuck (nelle edizioni seguenti Chuck l'eroe della foresta) 「愛呼ぶ竹笛」 - ai yobu take fue                                                | 31 maggio 1975    |         |
| 10 | Rappa sta male (da notare che invece è la volpe Konta che sta male nell'episodio) 「困ったガンテツ爺さん」 - komat ta gantetsu jiisan             | 7 giugno 1975     |         |
| 11 | Il compleanno di Lala (nelle edizioni seguenti Allegria e sorprese nella foresta) 「すてきなバースデープレゼント」 - suteki na baasudee purezento | 14 giugno 1975    |         |
| 12 | Una lite in famiglia 「コン太よ偉大な狐になれ」 - kon futo yo idai na kitsune ni nare                                                             | 21 giugno 1975    |         |
| 13 | La saetta 「大人のけんかはむずかしい!!」 - otona no kenka wa muzukashii!!                                                                         | 28 giugno 1975    |         |
| 14 | Un ragazzo dispettoso (nelle edizioni seguenti Un piccolo birichino) 「ザワザワ森のカミナリさま」 - zawazawa mori no kaminari sama                | 5 luglio 1975     |         |
| 15 | Il canto di Aristotele 「オイラは森の英雄だい!」 - oira wa mori no eiyū dai!                                                                      | 12 luglio 1975    |         |
| 16 | Tranelli di zia Elisabetta (nelle edizioni seguenti Il falso sospetto) 「いたずらっ子」 - itazura kko                                             | 19 luglio 1975    |         |
| 17 | Uno strano oggetto 「ザワザワ森の怪事件」 - zawazawa mori no kai jiken                                                                            | 26 luglio 1975    |         |
| 18 | Messaggio misterioso 「子どもの家をつくろう」 - kodomo no ie o tsukuro u                                                                          | 2 agosto 1975     |         |
| 19 | Il procione (questo è il titolo delle edizioni più recenti, il titolo originale non è noto) 「わるいわるい大ダヌキ」 - warui warui dai danuki     | 9 agosto 1975     |         |
| 20 | Una nuova casa 「ぼくとパパの歌」 - boku to papa no uta                                                                                           | 16 agosto 1975    |         |
| 21 | L'ultimo uovo 「チャックに勝ちたい！」 - chakku ni kachi tai!                                                                                     | 23 agosto 1975    |         |
| 22 | La grande sfida (nelle edizioni seguenti Giocando nella foresta) 「不思議なおとしもの」 - fushigi na oto shimo no                                 | 30 agosto 1975    |         |
| 23 | Sono arrivati i banditi 「山賊ゲバがやってきた」 - sanzoku geba ga yatteki ta                                                                     | 6 settembre 1975  |         |
| 24 | L'hobby di papà 「パパの趣味はひとさわがせ」 - papa no shumi wa hito sawagase                                                                     | 13 settembre 1975 |         |
| 25 | Un sogno meraviglioso 「夢の中の大冒険」 - yume no naka no dai booken                                                                             | 20 settembre 1975 |         |
| 26 | Eclisse solare 「ザワザワ森の日食」 - zawazawa mori no nisshoku                                                                                   | 27 settembre 1975 |         |

### Don Chuck Story
| Nº | Titolo italiano Reti locali - Mediaset Giapponese 「Kanji」 - Rōmaji                                                                                | In onda       | In onda |
| Nº | Titolo italiano Reti locali - Mediaset Giapponese 「Kanji」 - Rōmaji                                                                                | Giapponese    |         |
| 1  | Duello nella foresta di Zawa Zawa - Re Orso è tornato 「ザワザワ森の決斗」 - zawazawa mori no ketsu to                                              | 7 aprile 1976 |         |
| 2  | Il tesoro della grande montagna - Caccia al tesoro 「宝物を探せ！」 - hoomotsu o sagase!                                                            | -             |         |
| 3  | Il piccolo canguro - Fifì il piccolo canguro 「フィフィ坊やの大戦争」 - fifi booya no dai sensoo                                                    | -             |         |
| 4  | La festa di primavera - Festival di primavera 「ザワザワ森の春まつり」 - zawazawa mori no haru matsuri                                              | -             |         |
| 5  | La tigre maculata - La dalia reale: il fiore fantasma 「キングダリアの花を探せ！」 - kingu daria no hana o sagase!                                  | -             |         |
| 6  | L'agnello che si sentiva lupo - Silver il lupo 「狼シルバーがやって来た！」 - ookami shirubaa ga yatteki ta!                                        | -             |         |
| 7  | Ubriacatura aurea nel bosco di favola - Il fiume JabuJabu si prosciuga 「ジャブジャブ川の一大事！」 - jabujabu kawa no ichidaiji!                   | -             |         |
| 8  | Chuck e Lala nella foresta - Handel e Gretel 「チャックのヘンゼルとグレーテル」 - chakku no henzeru to gureeteru                                    | -             |         |
| 9  | Rappa il grande - Rappa un gran lupo 「ラッパよ偉大な狼になれ」 - rappa yo idai na ookami ni nare                                                   | -             |         |
| 10 | Nelle grinfie del condor - Vola alto piccolo uccello 「はばたけ弱虫クッキー」 - habatake yowamushi kukkii                                           | -             |         |
| 11 | Un terribile temporale - La madre ritorna 「帰って来たお母さん」 - kaet te ki ta okaasan                                                            | -             |         |
| 12 | La notte di luna piena - La Valle del Lupo: Chuck nei pasticci 「オオカミ谷・危機一髪」 - ookami tani. kikiippatsu                                  | -             |         |
| 13 | Cappuccetto Rosso ed il lupo innamorato - Il primo amore per Rappa 「ラッパ狼の初恋」 - rappa ookami no hatsukoi                                    | -             |         |
| 14 | Lo zio di Konta - Una spia nel Bosco Frusciante 「ザワザワ森の忍者騒動」 - zawazawa mori no ninja soodoo                                            | -             |         |
| 15 | La bottiglia misteriosa - Qualcuno chiede aiuto 「誰かが助けを呼んでいる」 - dare ka ga tasuke o yon de iru                                         | -             |         |
| 16 | Veleno nel fiume - La spedizione della Palude DoroDoro 「ドロドロ沼探検隊」 - dorodoro numa tanken tai                                              | -             |         |
| 17 | Il Cesare spaventoso - Il Bosco Frusciante è stato occupato 「ザワザワ森が占領された」 - zawazawa mori ga senryoo sa re ta                          | -             |         |
| 18 | Il Dottore Mee è in pericolo - Il nemico del Dottor Me 「メエ先生が狙われている」 - mee sensei ga nerawa re te iru                                  | -             |         |
| 19 | La fuga - Arriva il terribile sceriffo, Jimmy Hunter 「恐怖のシェリフ・ジミー ハンターがやって来る」 - kyoofu no sherifu・jimii hantaa ga yattekuru | -             |         |
| 20 | Il rumore misterioso - Arriva un nuovo amico nel Bosco Frusciante 「ザワザワ森の新しい仲間」 - zawazawa mori no atarashii nakama                    | -             |         |
| 21 | Il cacciatore di mammut - Scoperti i resti dei Mammouth 「マンモス象の遺跡をさぐれ」 - manmosu zoo no iseki o sagure                                | -             |         |
| 22 | L'animale muto - Aiuto! Lala è stata rapita 「大変だ、ララちゃんがさらわれた」 - taihen da, rara chan ga sarawa re ta                               | -             |         |
| 23 | Trappola per puma - Un grande duello sul Fiume JabuJabu 「ジャブジャブ川の大決斗」 - jabujabu kawa no dai ket to                                    | -             |         |
| 24 | L'indovino - Koukontayu il profeta 「怪しい予言者・コンコン太佑」 - ayashii yogen sha. konkon futo tasuku                                           | -             |         |
| 25 | Un ospite misterioso - Uno strano viaggiatore 「ふしぎな旅人」 - fushigi na tabibito                                                                | -             |         |
| 26 | Il rapimento - Un visitatore segreto 「なぞの訪問者」 - nazo no hoomon sha                                                                          | -             |         |
| 27 | La gara di Cenerentola - Miss Cenerentola 「シンデレラになりたい」 - shinderera ni nari tai                                                         | -             |         |
| 28 | La tigre nera - La Tigre Nera 「にくしみをのりこえて」 - niku shimi o norikoe te                                                                    | -             |         |
| 29 | Il maestro del furto - Caccia al ladro 「犯人は誰だ！！」 - hannin wa dare da!!                                                                     | -             |         |
| 30 | Avventura ad alta quota - La lezione di Jumbo 「ジャンボの武者修業」 - janbo no musha shūgyoo                                                       | -             |         |
| 31 | Il vaso prezioso - Il vaso dei Re 「盗まれた王者の壷」 - nusuma re ta ooja no tsubo                                                                 | -             |         |
| 32 | Il mercante d'oro - Il grande inventore 「ザワザワ森の大発明家？」 - zawazawa mori no dai hatsumei ka?                                              | -             |         |
| 33 | La storia di Martha ed Antonhy - Il ritorno di Tito 「愛は死をこえて」 - ai wa shi o koe te                                                         | -             |         |
| 34 | La principessa che non poteva ridere - La principessa senza sorriso 「笑顔を忘れたお姫さま」 - egao o wasure ta ohimesama                           | -             |         |
| 35 | Un'incredibile avventura - L'avventura di Fifì 「フィフィのいたずら大冒険」 - fifi no itazura dai booken                                            | -             |         |
| 36 | Il principe mascherato - Il Principe Mascherato 「仮面の王子さま」 - kamen no ooji sama                                                             | -             |         |
| 37 | Arriva la nonna - La nonna di Mimì 「モーレツおばあちゃん」 - mooretsu o baachan                                                                    | -             |         |
| 38 | La nascita del bosco di Zawa Zawa - Il rapimento di Pappy 「さらわれた赤ちゃん」 - sarawa re ta akachan                                             | -             |         |
| 39 | Il nuovo ponte - Il ponte 「明日にかける橋」 - ashita ni kakeru hashi                                                                               | -             |         |
| 40 | Principessa Lala - Il sogno di Lala 「王女さまになったララ」 - oojo sama ni nat ta rara                                                             | -             |         |
| 41 | Il clown - Charlie e Pierrot 「ピエロのチャーリー」 - piero no chaarii                                                                              | -             |         |
| 42 | Una nonna bellicosa - La nonna se ne va di casa 「モーレツおばあちゃんの家出騒動」 - mooretsu o baachan no iede soodoo                              | -             |         |
| 43 | Il sogno di volare - L'uomo caduto dal cielo 「空からやってきたおじいさん」 - sora kara yatteki ta ojiisan                                          | -             |         |
| 44 | Il rapinatore ferito - Il nuovo Dottore 「わるものダーティの命を救え！」」 - waru mo no daati no inochi o sukue!」                                  | -             |         |
| 45 | Fratelli in lite - La piantagione 「トムソン農園の兄弟」 - tomuson nooen no kyoodai                                                                 | -             |         |
| 46 | Il maestro di karatè - L'insegnante di Karatè 「ドラゴンシティーからきた空手の王者」 - doragon shitii kara ki ta karate no ooja                     | -             |         |
| 47 | L'isola misteriosa - Il Lago della Principessa 「お姫さまのみずうみ」 - ohimesama nomi zu umi                                                       | -             |         |
| 48 | Senza via d'uscita - L'amico Crack 「恐怖の一夜」 - kyoofu no ichiya                                                                                | -             |         |
| 49 | La rosa nera - Il ladro misterioso 「怪盗ブラックローズ」 - kaitoo burakku roozu                                                                    | -             |         |
| 50 | La ragazza di città - La Ragazza di Città 「町から来たビューティフルガール」 - machi kara ki ta byūtifurugaaru                                      | -             |         |
| 51 | Un bravo dottore - Il Dottor Tommy 「メエ先生のいない間の大事件」 - mee sensei no i nai ma no dai jiken                                             | -             |         |
| 52 | Il vecchio mulino - Il mulino del Sig. Ruplic 「ルピックじいさんの水車小屋」 - rupikku jiisan no suisha koya                                        | -             |         |
| 53 | Il viaggio in barca - L'avventura 「アドベンチャー号 海へ行く！」 - adobenchaa goo umi e iku!                                                       | -             |         |
| 54 | Il mago - Il dio della foresta 「大騒動！！ザワザワ森」 - dai soodoo!! zawazawa mori                                                                | -             |         |
| 55 | Il capitano - Un incontro imprevisto 「ザワザワ森でのめぐり逢い」 - zawazawa mori de no meguri ai                                                   | -             |         |
| 56 | Il vecchio Thomas - La ballerina triste 「かなしみの旅のはてに」 - kanashimi no tabi no hate ni                                                     | -             |         |
| 57 | Il ladro con la coscienza - Una bambina malata 「我が娘を救うために」 - waga musume o sukū tame ni                                                  | -             |         |
| 58 | Il falso re - Il Re Gantetsu 「大あわて ガンテツ大王」 - dai awate gan tetsu daioo                                                                  | -             |         |
| 59 | La madre di Chuck - La figlia del pittore 「母をたずねてザワザワ森へ」 - haha o tazune te zawazawa mori e                                           | -             |         |
| 60 | Il postino - Il postino Woody 「郵便配達のウッディさん」 - yūbin haitatsu no uddi san                                                               | -             |         |
| 61 | La guerra delle mele - Il Colonnello Benjamin 「あこがれのベンジャミン大佐」 - akogare no benjamin taisa                                            | -             |         |
| 62 | I ladri - I sette gatti selvaggi 「七人の盗賊をやっつけろ！」 - nana nin no toozoku o yattsukero!                                                   | -             |         |
| 63 | Natale nella foresta - Natale nel Bosco di Rustling 「ザワザワ森のクリスマス」 - zawazawa mori no kurisumasu                                        | -             |         |
| 64 | Un gradito ritorno - Il ritorno di Toby 「ザワザワ森に帰って来たトビー」 - zawazawa mori ni kaet te ki ta tobii                                     | -             |         |
| 65 | La lettera della colomba - Una bella amicizia 「鳩がはこんだ友情」 - hato ga hakon da yūjoo                                                         | -             |         |
| 66 | Il principe della foresta - Qualcuno sta attentando alla mia vita 「誰かがボクの命を狙ってる！」 - dare ka ga boku no inochi o nerat teru!          | -             |         |
| 67 | La vendetta della rosa nera - La rivincita della Rosa Nera 「ブラックローズの復讐！」 - burakku roozu no fukushū!                                   | -             |         |
| 68 | La macchina a vapore - La supermacchina 「スーパーカーがやって来た！」 - sūpaa kaa ga yatteki ta!                                                   | -             |         |
| 69 | Rappa il pretendente - L'appuntamento di Rappa 「ラッパ狼のお見合い騒動」 - rappa ookami no o miai soodoo                                           | -             |         |
| 70 | Il segreto del mostro - Il Diavolo viene di notte 「夜に悪魔がやって来る！」 - yoru ni akuma ga yattekuru!                                          | -             |         |
| 71 | Il pigrone - Uno strano guaio 「困ったなまけもの」 - komat ta namakemono                                                                            | -             |         |
| 72 | Lala è in pericolo - Il ricordo del lago 「湖のおみやげ」 - mizūmi no omiyage                                                                       | -             |         |
| 73 | La spada scomparsa - Il ricercato 「ウォンテッド（指名手配）」 - won teddo (shimei tehai)                                                           | 25 marzo 1978 |         |